# Dolomedes stilatus
Dolomedes stilatus là một loài nhện trong họ Pisauridae.
Loài này thuộc chi Dolomedes. Dolomedes stilatus được Ferdinand Karsch miêu tả năm 1878.